# أكيرا ماتشيدا
أكيرا ماتشيدا هو قاضي ومحامي وسياسي ياباني، ولد في 16 أكتوبر 1936 في شيمونوسيكي في اليابان، وتوفي في 5 أبريل 2015. انتخب Chief Justice of the Supreme Court of Japan ‏ (6 نوفمبر 2002 – 15 أكتوبر 2006) وانتخب List of justices of the Supreme Court of Japan ‏ ( – 15 أكتوبر 2006).